# Эммен (Нидерланды)

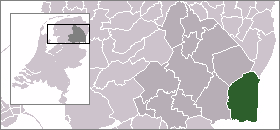
Расположение общины Эммен на карте Нидерландов

Э́ммен (нидерл. Emmen) — город и община в Нидерландах, крупнейшая в провинции Дренте.
Население общины — 108 887 жителей (2012), из них 57 370 человек проживают в самом городе.
Эммен возник из нескольких небольших сельскохозяйственных и торфоуборочных общин, образованных в восточной части провинции Дренте со времен Средневековья. Сегодня город Эммен состоит из семи сравнительно крупных жилых районов и нескольких мелких районов. Согласно исследованиям 2008 года, община Эммен считается одним из лучших мест для отдыха в Нидерландах. На её территории расположен зоопарк Эммена, один из посещаемых в Европе, музей под открытым небом Венпарк. В городе сохранилась церковь XII века с романской башней, а в окрестностях города — десять древних дольменов.
В городе имеется профессиональный футбольный клуб «Эммен», выступающий в первом дивизионе национального чемпионата.

## Галерея

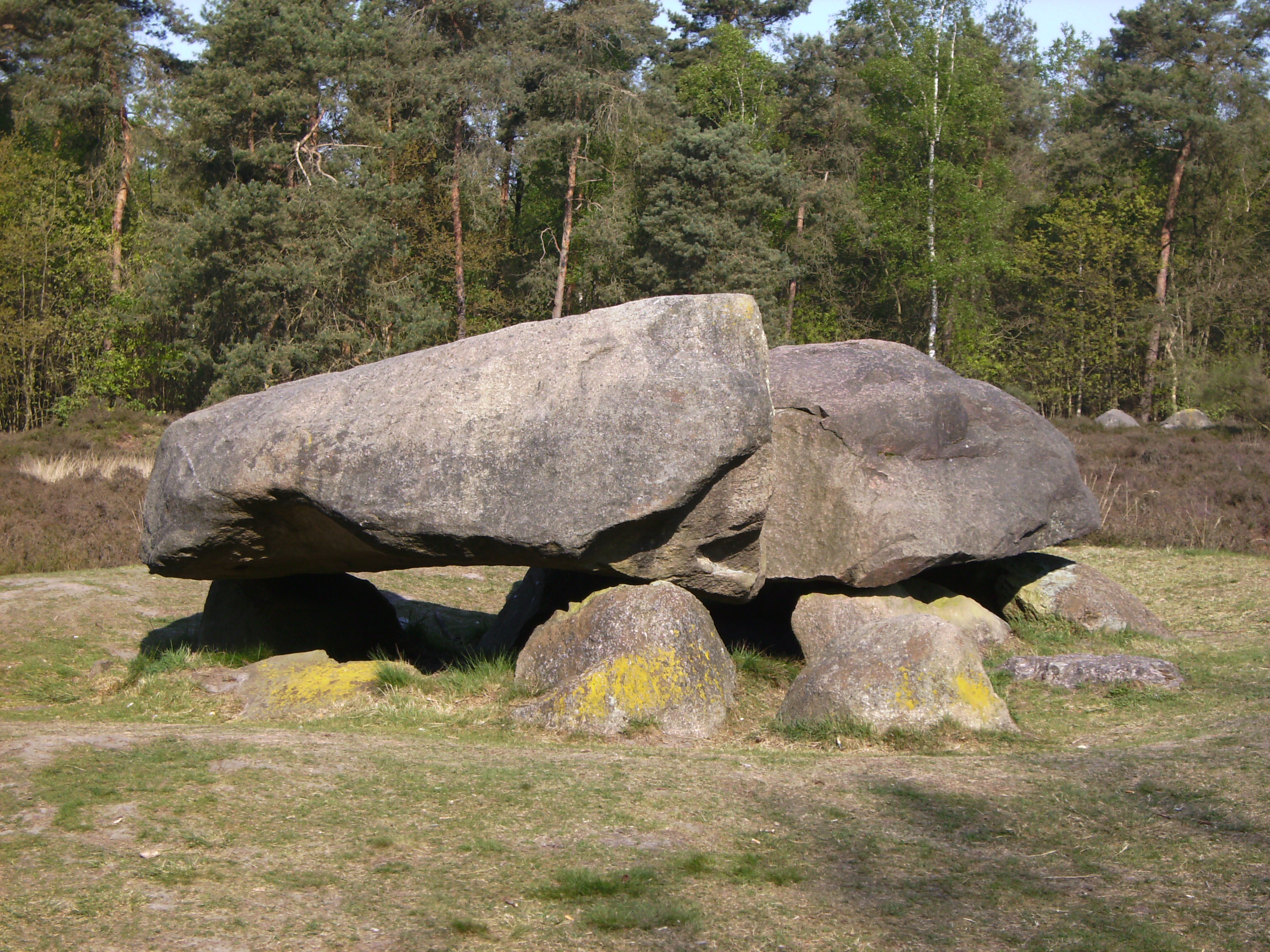
Один из Эмменских дольменов
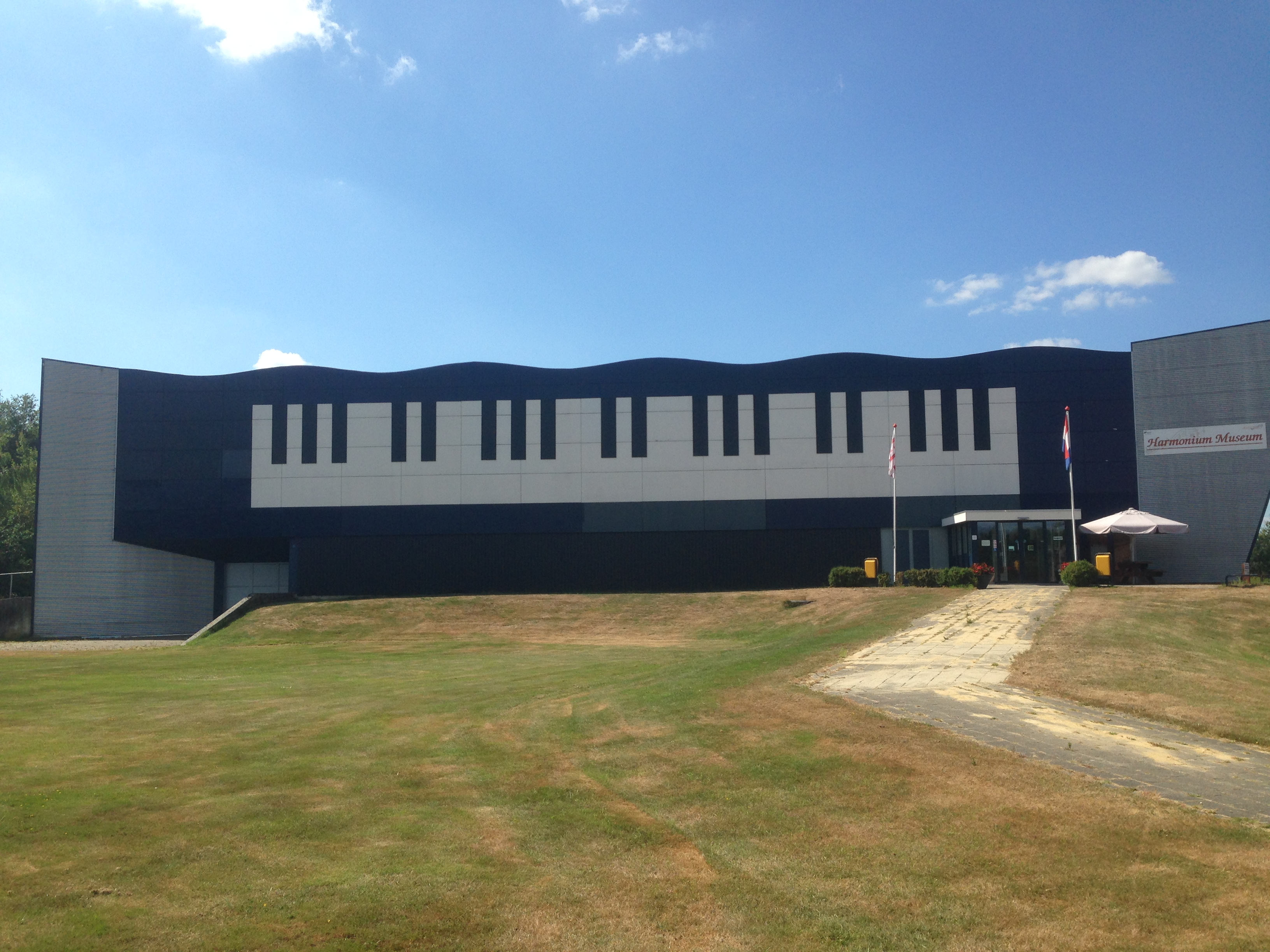
Музей фисгармони
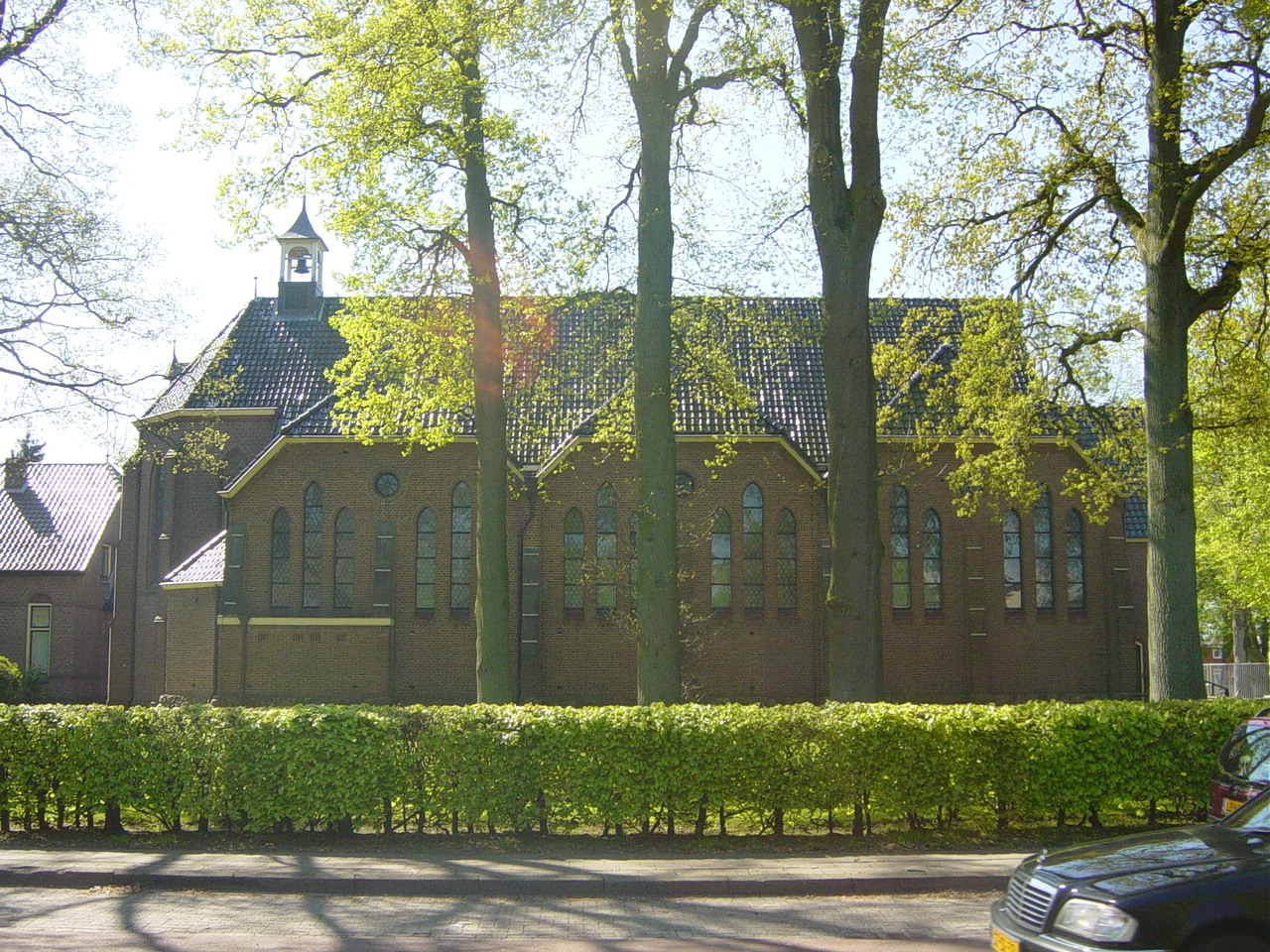
Церковь в Эммене